# آیدا آدامز
آیدا آدامز (انگلیسی: Ida Adams؛ ح. ۱۸۸۸ – ۴ نوامبر ۱۹۶۰) یک هنرپیشه، نویسنده و خواننده اهل ایالات متحده آمریکا بود.